# Pouteria unmackiana
Pouteria unmackiana är en tvåhjärtbladig växtart som först beskrevs av Frederick Manson Bailey, och fick sitt nu gällande namn av Erlee. Pouteria unmackiana ingår i släktet Pouteria och familjen Sapotaceae. Inga underarter finns listade i Catalogue of Life.